# Aeroportul Big Bear City
Aeroportul Big Bear City (IATA: RBF, ICAO: KL35, FAA LID: L35) este un aeroport din California, Statele Unite ale Americii.
Situat la o altitudine de 2.058 m, aeroportul dispune de 1 pistă.

## Infrastructură

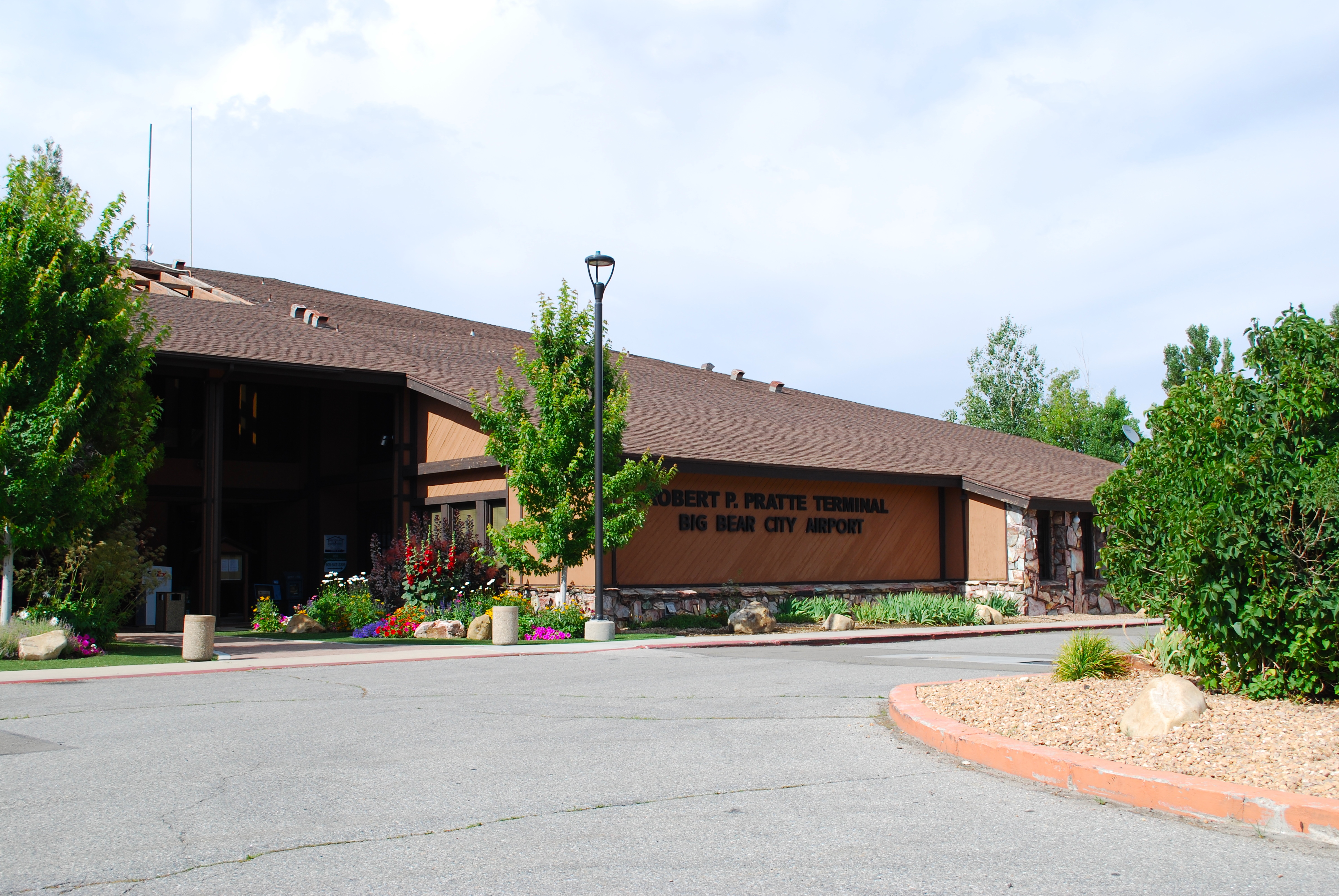
Clădirea Aeroportului Big Bear City

### Piste
Aeroportul dispune de o singură pistă. Pista 8/26 are suprafața de asfalt și dimensiunile 5.850 picioare × 75 picioare. 